# Gabinete Briand XI
O Gabinete Briand XI foi o ministério formado por Aristide Briand em 29 de julho de 1929 e dissolvido em 22 de outubro do mesmo ano. Foi o 81º gabinete da Terceira República Francesa, sendo antecedido pelo Gabinete Poincaré V e sucedido pelo Gabinete Tardieu I.

## Contexto
Em 29 de julho de 1929, o Presidente da República, Gaston Doumergue, nomeou Aristide Briand para formar seu décimo primeiro e último ministério, mantendo todos os ministros do gabinete anterior. O novo governo teve como foco o combate aos efeitos remanescentes da crise econômica, assim como a diplomacia.
Em 5 de setembro daquele ano, Briand anunciou perante a Assembleia Geral da Liga das Nações, em nome do governo francês, um projeto de "união europeia". A Assembleia deu-lhe um mandato para apresentar um memorando sobre a organização de um regime de união federal europeia, que, porém, não foi aceito.
Briand, então, renunciou, em 22 de outubro de 1929, sendo substituído por André Tardieu. Dois dias depois, a quebra da bolsa de valores de Nova York desencadeou a Grande Depressão.

## Composição
- Presidente da República: Gaston Doumergue
- Presidente do Conselho de Ministros: Aristide Briand
- Ministro dos Estrangeiros: Aristide Briand
- Ministro da Justiça: Louis Barthou
- Ministro do Interior: André Tardieu
- Ministro da Guerra: Paul Painlevé
- Ministro das Finanças: Henry Chéron
- Ministro da Marinha: Georges Leygues
- Ministro da Instrução Pública e Belas Artes: Pierre Marraud
- Ministro das Obras Públicas: Pierre Forgeot
- Ministro da Agricultura: Jean Hennessy
- Ministro do Comércio e Indústria: Georges Bonnefous
- Ministro das Colônias: André Maginot
- Ministro do Trabalho, Higiene, Assistência e Segurança Social: Louis Loucheur
- Ministro das Pensões: Louis Antériou
- Ministro do Ar: Laurent Eynac